# Call of Juarez: Gunslinger
Call of Juarez: Gunslinger este un joc video first-person shooter cu tematică Western, al patrulea titlu din seria Call of Juarez, dezvoltat de Techland și publicat inițial de Ubisoft. Anunțat la PAX 2012, a fost lansat pe 22 mai 2013, prin PlayStation Network, Steam și Xbox Live Arcade. Spre deosebire de predecesorul său, Call of Juarez: The Cartel, jocul se reîntoarce la cadrul Vestului Sălbatic și conține trei moduri unice (story, arcade și duel), în timp ce intriga urmărește povestea unui vânător de recompense pe nume Silas Greaves. A fost lansat pentru Microsoft Windows, PlayStation 3 și Xbox 360 în mai 2013. În decembrie 2019, a fost portat pentru Nintendo Switch. Este al patrulea joc din seria Call of Juarez, cu toate că din punct de vedere narativ, nu are legătură cu cele trei titluri anterioare (Call of Juarez, Call of Juarez: Bound in Blood și Call of Juarez: The Cartel).
Jocul spune povestea lui Silas Greaves, un vânător de recompense din Vestul Sălbatic american din a doua jumătate a secolului 19. Spunându-și povestea într-un salon, în anul 1910, măreția evenimentelor spuse de Silas, în încercarea de a-l găsi pe Roscoe "Rustling Bob" Bryant, în timp ce se împrietenește sau își face dușmani din legende ale Vestului Sălbatic precum Billy the Kid, Pat Garrett, Newman Haynes Clanton, Johnny Ringo, Curly Bill Brocius, Henry Plummer, John Wesley Hardin, membri ai tribului amerindian Chiricahua, Dalton Gang, George Curry, Kid Curry, Butch Cassidy, Sundance Kid, Jesse James și Frank James.
După ce jocul anterior The Cartel a schimbat cadrul din Vestul Sălbatic în perioada modernă, Gunslinger s-a întors la mediul sălbatic. La realizarea jocului, designerii au încercat din răsputeri să redobândească reputația seriei Call of Juarez după ce The Cartel a fost primit negativ comercial și de critici deopotrivă. La reîntoarcerea cadrului de Vest Sălbatic, realizatorii au decis să se concentreze pe importanța povestirilor bazate pe mituri. Bazându-se pe structura narativă a jocului Bastion, ei au încercat să se folosească de naratorul nedemn de încredere pentru a examina linia subțire dintre adevăr și ficțiune în stabilirea legendelor din Vestul Sălbatic.
Gunslinger a primit recenzii majoritar favorabile, criticii lăudând povestea, mecanicile rapide de arcade, grafica, vocea personajelor și umorul. Mulți au simțit că acest joc a făcut uitată memoria lui The Cartel. Criticile au fost îndreptate spre finalul previzibil și luptele slabe cu boșii. Portarea către platforma Switch a primit și ea recenzii favorabile port și a fost lăudată fidelitatea către original, cu toate că anumiți critici au avut probleme cu controalele. Jocul a fost un succes, devenind al doilea cel mai bun titlu digital al celor de la Ubisoft, după Far Cry 3: Blood Dragon.

## Gameplay
Call of Juarez: Gunslinger este un joc first-person shooter linear. La fel ca și jocurile Call of Juarez anterioare, jocul constă în completarea obiectivelor de pe parcursul acestuia. Elementele ale gameplay-ul, precum bullet-timeul și duelurile, se reîntorc. Un nou element al jocului este evitarea gloanțelor prin funcția quick time event.
Jucătorul poate câștiga experiență și își poate îmbunătăți abilitățile, care sunt împărțite în trei categorii: pistoale dual, puști și carabine. Jocul îi permite jucătorului să-și păstreze abilitățile achiziționate la rejucări, pentru ca eventual să stăpânească toate categoriile.
Pe tot parcursul jocului sunt împrăștiate iteme secrete, numite "Nuggets of Truth", ce pot fi colectate, care arată adevăratele întâmplări ale lui Silas.
Misiunile jocului sunt reprezentate de amintirile lui Silas Greaves, un narator incredibil. Pe măsură ce audiența pune la îndoială întâmplările povestite de el, Silas își revizuiește povestea, ceea ce rezultă într-o schimbare abruptă a intrigii (precum apariția și dispariția subită a unei armate de apași).
Pe lângă modul Story al jocului, există și un mod Arcade, în care jucătorul se poate lupta împotriva inamicilor ce vin în valuri, și un mod Duel, în care pot avea loc dueluri clasice între gunslingeri.

## Poveste
În 1910, un legendar vânător de recompense, pe nume Silas Greaves, intră într-o cârciumă din Abilene, Kansas, și cade de acord cu barmanul pentru ca, la fiecare poveste spusă, să primească un păhărel gratis de băutură. Patronii, Steve, Jack, și un tânăr pe nume Dwight, sunt curioși la început, dar devin repede iritați de absurditatea poveștilor lui, în care acesta primește toți laurii pentru omorârea unor gunslingeri renumiți, precum Butch Cassidy și Newman Haynes Clanton. Într-un final, când audiența este pe cale să devină furioasă de poveștile ridicole ale lui Silas, el destăinuie faptul că Ben, cârciumarul, este de fapt Roscoe "Bob" Bryant, unul dintre cei trei bandiți care i-au omorât pe frații lui Silas; el povestea deliberat întâmplările exagerat, detaliând informații pe care cârciumarul le-ar fi știut numai dacă era Roscoe. Jucătorului îi este dat după aceea să aleagă dintre a-l provoca pe Bob la un duel, în acest fel concluzionându-se răzbunarea lui Silas, sau să-l lase pe acesta să plece, Silas renunțând în acest fel la mânia care a pus stăpânire pe el în toți acești ani.
Sfârșitul arată că Dwight este, de fapt, Dwight Eisenhower. Dacă jucătorul alege să-l ierte pe Bob, Silas îi întreabă pe Dwight ce plănuiește să facă cu viața sa, iar la auzirea faptului că dorește să devină soldat, Silas îi spune: "Păi fă-o bine atunci, fiule. Nu distruge lumea cum am făcut-o eu. Fă ceva bun cu viața ta. Înțeles?", la care Dwight răspunde "Înțeles, domnule"; acesta va deveni, în 1953, al 34-lea președinte al Statelor Unite. Dacă jucătorul va alege, în schimb, opțiunea răzbunării, Silas se duelează cu Bob, iar Silas va deveni învingător. Toată lumea prezentă la cârciumă va deveni precaută față de Silas, Dwight fiind cel mai tulburat dintre ei.

## Recepție
Call of Juarez: Gunslinger a primit în mare parte recenzii pozitive. Site-urile web GameRankings și Metacritic i-au acordat versiunii pentru PC 78.18% și 79/100, versiunii pentru Xbox 360 76.87% și 76/100, iar celei pentru PlayStation 3 71.69% și 75/100. Colin Moriarty de la IGN i-a acordat jocului o notă de 7.5/10, lăudând povestea, gameplay-ul și vocile actorilor, criticând, în schimb, durata prea lungă de loading și crash-urile ocazionale. Mark Watson de la GameSpot i-a acordat jocului o notă de 8/10. El a lăudat mecanicile precise ale jocului, precum și nivelurile bine proiectate, criticând în schimb finalul previzibil și boss battle-urile simple. Jim Sterling de la Destructoid a fost surprins de lustruirea și optimizarea jocului, comentând faptul că jocul are puține bug-uri, spre deosebire de alte jocuri Techland, precum Dead Island și Call of Juarez: The Cartel, și că este cel mai bun titlu al seriei. El i-a acordat o notă de 8.5/10. Lorenzo Veloria de la GamesRadar i-a dat jocului o notă de 3.5/5, deoarece în opinia lui jocul are o narațiune și un mediu încântător, dar nu a reușit să ofere boss battle-uri interesante. Edge a dat jocului o notă de 7/10, lăudând misiunile, abilitățile și armele jocului. Ei au descris jocul ca o capodoperă a genului.